# Blow Up Your Video
Blow Up Your Video (englisch für „Jag dein Video in die Luft“) ist das zehnte internationale Studioalbum der australischen Hard-Rock-Band AC/DC. Es erschien am 18. Januar 1988 auf dem Label Atlantic Records.

## Hintergrund
Blow Up Your Video war das letzte Album mit dem Schlagzeuger Simon Wright, der auf dem Nachfolgealbum The Razors Edge durch Chris Slade ersetzt wurde. Bei allen Liedern des Albums ist letztmals der Sänger Brian Johnson als Mitautor angegeben; auf allen späteren Alben sind ausschließlich die Brüder Malcolm und Angus Young als Autoren aufgeführt. Für die Produzenten Harry Vanda und George Young war es das erste vollständig von ihnen produzierte AC/DC-Album seit zehn Jahren. George Young – der Bruder der Bandmitglieder Angus und Malcolm Young – produzierte im Alleingang 2000 noch das Album Stiff Upper Lip.
Von Blow Up Your Video wurden die Singles Heatseeker und That's the Way I Wanna Rock 'n' Roll ausgekoppelt. Beide erreichten Anfang 1988 die UK Top 40, Heatseeker auf Platz 12, That's the Way I Wanna Rock 'n' Roll auf Platz 22. Als B-Seiten wurden Go Zone und Kissin' Dynamite verwendet. Auf manchen Versionen der Singles wurden außerdem die Tracks Snake Eye oder Borrowed Time hinzugefügt, die auf dem Album nicht enthalten waren. Neben den als B-Seiten verwendeten Lieder wurden in dieser Zeit auch die Lieder Let It Loose und Alright Tonight aufgenommen.
Blow Up Your Video ist neben Powerage und Power Up eins der wenigen AC/DC-Alben ohne ein Titelstück; immerhin enthält der Song That's the Way I Wanna Rock 'n' Roll zumindest als Referenz die Textzeile „gonna blow up my video“.

## Titelliste
1. Heatseeker (Malcolm Young, Angus Young, Brian Johnson) – 3:50
2. That's the Way I Wanna Rock 'n' Roll (Malcolm Young, Angus Young, Brian Johnson) – 3:43
3. Meanstreak (Malcolm Young, Angus Young, Brian Johnson) – 4:08
4. Go Zone (Malcolm Young, Angus Young, Brian Johnson) – 4:26
5. Kissin' Dynamite (Malcolm Young, Angus Young, Brian Johnson) – 3:58
6. Nick of Time (Malcolm Young, Angus Young, Brian Johnson) – 4:16
7. Some Sin for Nuthin’ (Malcolm Young, Angus Young, Brian Johnson) – 4:11
8. Ruff Stuff (Malcolm Young, Angus Young, Brian Johnson) – 4:34
9. Two's Up (Malcolm Young, Angus Young, Brian Johnson) – 5:25
10. This Means War (Malcolm Young, Angus Young, Brian Johnson) – 4:23

## Tournee
Die Blow Up Your Video World Tour erstreckte sich fast über das gesamte Jahr 1988. Diesmal begann die Band ihre Tournee in ihrer Heimat Australien. Dort fanden ab dem 29. Januar 1988 zwanzig Konzerte bis zum 25. Februar 1988 statt. Ab dem 6. März 1988 reiste die Band nach Europa und absolvierte dort zahlreiche Konzerte in England, Belgien, Deutschland, Frankreich und anderen Staaten. Anschließend tourte die Band durch Kanada und die USA. Das letzte Konzert der Tour fand am 13. November 1988 in der kalifornischen Stadt Inglewood statt. Der Gitarrist Malcolm Young musste aufgrund seiner Alkoholprobleme zeitweise durch seinen Neffen Stevie Young ersetzt werden.

### Setlist
1. Heatseeker
2. Shoot to Thrill
3. Dirty Deeds Done Dirt Cheap
4. Back in Black
5. Who Made Who
6. Jailbreak
7. Hells Bells
8. Nick of Time
9. Sin City
10. The Jack
11. Rock and Roll Ain't Noise Pollution
12. You Shook Me All Night Long
13. High Voltage
14. Whole Lotta Rosie
15. Let There Be Rock
16. Highway to Hell
17. T.N.T.
18. For Those About to Rock (We Salute You)

## Rezeption
Das Album hatte die besten Verkaufszahlen eines AC/DC-Albums seit For Those About to Rock 1981. In den US-amerikanischen Billboard 200 erreichte Blow Up Your Video Platz 12 und erhielt eine Platinauszeichnung, in den britischen Albumcharts kam es bis Platz 2 und wurde mit Gold ausgezeichnet. In Australien platzierte es sich ebenfalls auf Position 2, während es in Deutschland, Schweden und der Schweiz Platz 4 erreichte.
Unter Fans und Kritikern wurde das Album gemischt aufgenommen. Der Musikjournalist Michael Rensen etwa schrieb folgendes Urteil zu Blow Up Your Video: „Mit dem Soundtrack-Album Who Made Who hatten AC/DC wieder Blut geleckt, und mit Blow Up Your Video bewiesen sie zwei Jahre später, dass sie auch auf einem regulären, ausschließlich mit neuen Nummern gefüllten Longplayer noch Großartiges zu leisten imstande sind. That's the Way I Wanna Rock'n'Roll, Meanstreak und Kissin´ Dynamite sind Shitkicker vor dem Herrn, die alle aufmuckenden Rock'n'Roll-Jungspunde mit einem Donnerschlag in den Kindergarten zurückbomben. Endgültig durchdrehen darf man dann beim königlichen Kracher Heatseeker, der AC/DC von ihrer allerleckersten Schokoladenseite präsentiert. Alles groovt, rifft und schnoddert ebenso perfekt wie erdig vor sich hin, der Chorus lässt den Adrenalinspiegel in schwindelerregende Höhen emporschießen, und Brian Johnson erzählt uns eine Story, die in ihrer Sprachgewalt fast schon von seinem unvergessenen Vorgänger Bon Scott hätte stammen können. Grandios!“
Das Magazin Audio brachte ihr Fazit wie folgt auf den Punkt: „Von wegen Strom sparen: High Voltage ist angesagt. Rechtzeitig zur Deutschland-Tournee präsentiert sich die australische Kompakt-Rock-Gruppe mit zehn Songs in bewährter Manier – angetrieben von der rauhen Stimme Brian Johnsons und Angus Youngs herben Gitarrenkünsten, ohne Spannungsabfall.“ Weiter war folgendes Urteil von Götz Kühnemund im Rockmagazin Rock Hard zu lesen: „Obwohl AC/DC ihren musikalischen Höhepunkt zweifellos schon vor Jahren überschritten haben, gelten sie immer noch als eine der besten Hard-Rock-Bands der Welt – und das sicherlich nicht zu Unrecht. Über Blow Up Your Video bin ich mir allerdings auch nach dem zehnten Anhören noch im Unklaren. Wirklich herausragende Stücke wie Whole Lotta Rosie, Hells Bells oder auch Fly on the Wall sucht man auf dem neuen Album vergebens. Zwar sind mit der aktuellen Single Heatseeker und dem AC/DC-untypischen Ruff Stuff gelungene Songs mit Ohrwurmcharakter vertreten, doch klingt die LP gegenüber ihren Vorgängern insgesamt etwas kraftlos. Kurz und gut: Blow Up Your Video ist – natürlich – ein überdurchschnittliches Rock'n'Roll-Album geworden, hält Vergleichen mit Highway to Hell oder Back in Black allerdings nicht stand.“
Die Kritik des Albums im Metal Hammer hebt hervor, dass AC/DC nie für Überraschungen bekannt gewesen seien und auch mit dieser Platte ihrem bewährten Stil treu blieben. Es gebe keine stilistischen Veränderungen oder Neuerungen, sondern weiterhin den bekannten Rock'n'Boogie mit riffbetontem, geradlinigem Sound. Die Lyrics zu Some Sin For Nuthin’ seien ähnlich wie bei Sin City und das Produzentenpaar Harry Vanda/George Young habe erneut den klassischen AC/DC-Sound eingefangen. Kritisiert werde jedoch, dass das Album nicht über das bereits Erwartete hinausgehe. Brian Johnsons Zitat That's The Way I Wanna Rock'n'Roll wird als Beispiel für die Beständigkeit der Band angeführt, was jedoch in dieser Bewertung nur wenige Punkte einbringe.